# Bojana (Csázma)
Bojana falu Horvátországban Belovár-Bilogora megyében. Közigazgatásilag Csázmához tartozik.

## Fekvése
Belovártól légvonalban 20, közúton 27 km-re délnyugatra, községközpontjától 7 km-re keletre, Grabovnica és Vagovina között, a Bojana-patak jobb partján fekszik.

## Története
A mai falu a török kiűzése után a 17. században betelepített falvak közé tartozik. 1774-ben az első katonai felmérés térképén „Dorf Bojana” néven szerepel. A Horvát határőrvidék részeként a Kőrösi ezredhez tartozott. Lipszky János 1808-ban Budán kiadott repertóriumában „Bojana” a neve.  
Nagy Lajos 1829-ben kiadott művében „Bojana” néven 56 házzal, 300 katolikus vallású lakossal találjuk. A település 1809 és 1813 között francia uralom alatt állt.
A katonai közigazgatás megszüntetése után Magyar Királyságon belül Horvátország része, Belovár-Kőrös vármegye Csázmai járásának része lett. A településnek 1857-ben 291, 1910-ben 549 lakosa volt. 1918-ban az új szerb-horvát-szlovén állam, majd később Jugoszlávia része lett. 1941 és 1945 között a németbarát Független Horvát Államhoz, majd a háború után a szocialista Jugoszláviához tartozott. 1991-től a független Horvátország része. 1991-ben csaknem teljes lakossága horvát volt. A délszláv háború idején mindvégig horvát kézen maradt. 2011-ben 158 lakosa volt, akik főként mezőgazdaságból éltek.

## Lakossága
| Lakosság változása | Lakosság változása | Lakosság változása | Lakosság változása | Lakosság változása | Lakosság változása | Lakosság változása | Lakosság változása | Lakosság változása | Lakosság változása | Lakosság változása | Lakosság változása | Lakosság változása | Lakosság változása | Lakosság változása | Lakosság változása |
| ------------------ | ------------------ | ------------------ | ------------------ | ------------------ | ------------------ | ------------------ | ------------------ | ------------------ | ------------------ | ------------------ | ------------------ | ------------------ | ------------------ | ------------------ | ------------------ |
| 1857               | 1869               | 1880               | 1890               | 1900               | 1910               | 1921               | 1931               | 1948               | 1953               | 1961               | 1971               | 1981               | 1991               | 2001               | 2011               |
| 291                | 258                | 297                | 368                | 466                | 549                | 517                | 511                | 594                | 600                | 483                | 322                | 271                | 198                | 182                | 158                |

## Nevezetességei
- Xavéri Szent Ferenc tiszteletére szentelt római katolikus temploma[6] a falun kívül északkeletre található. Az egyhajós, boltozatos épületet 1757] körül emelték, négyszögletes alaprajzzal, két sekély oldalsó négyszögletes kápolnával és egy szűkebb szentéllyel, amelyet egy szűkített apszis zárt. A sekrestye a szentélytől északra, a harangtorony pedig a nyugati homlokzat felett található. Szokatlan barokk felfogásával és értékes berendezésével jelentős barokk szakrális épületként tűnik ki.

- Minden év karácsonyán és újév alkalmából rendezik meg Franjo Matešin festőművész galériájának területén a „Bojani Božić u Bojani" nevű eseményt, melynek különlegességei a hagyományos, áram nélküli, gyertyákkal és lampionokkal történő karácsonyi kivilágítás, a jászol, a nyílt tűz és a szintén hagyományos cukorkakeresés a szalmában.